# 비노그라도프저드
비노그라도프저드(Meriones vinogradovi)는 쥐과 메리오네스속에 속하는 설치류의 일종이다. 아르메니아와 아제르바이잔, 이란, 시리아, 터키에서 발견된다.

## 같이 보기
- 비노그라도프뛰는쥐